# Непохожая
«Непохожая» — советский двухсерийный телефильм 1985 года, снятый режиссёрами Марией Муат и Владимиром Алениковым. Сценарий Екатерины Марковой по повести «Родео Лиды Карякиной» Людмилы Сабининой. Производство творческого объединения «Экран». Длительность — 126 минут / 02:06.
Премьера состоялась 23 ноября 1985 (ТВ).
Дебютный фильм — и сразу на главной роли — Ольги Толстецкой, студентки ГИТИСа. На вторых ролях такие звёзды как Клара Лучко, Евгения Ханаева, Всеволод Абдулов и Александра Захарова
Режиссёр Владимир Алеников выступил также как автор текстов песен (в титрах — В.Зеликовский); их исполнили Михаил Муромов и Елена Камбурова.

## Рабочая группа
- Режиссёры: Владимир Алеников, Мария Муат
- Сценарист: Екатерина Маркова
- Операторы: Владимир Брусин, Владимир Шевалёв
- Композитор: Александр Раскатов
- Художник: Валентина Брусина

### В ролях
| артист              | роль                   |
| ------------------- | ---------------------- |
| Ольга Толстецкая    | … Лида Корякина        |
| Женя Пивоваров      | … Димка                |
| Максим Горохов      | … Мишук                |
| Владимир Голышков   | … Коля                 |
| Александра Захарова | … мама Мишука          |
| Всеволод Абдулов    | … папа Мишука          |
| Клара Лучко         | … Юлия Михайловна      |
| Евгения Ханаева     | … учительница Лиды     |
| Александра Турган   | … завуч                |
| Алла Мещерякова     | … мать Лиды            |
| Юрий Чернов         | … отец Лиды            |
| Александр Пашутин   | … Фёдор Петрович       |
| Владимир Виноградов | … Витя                 |
| Ольга Спиркина      | … парикмахер Ольга     |
| Наталия Ченчик      | … работница зоопарка   |
| Владислав Дружинин  | … парикмахер Владик    |
| Галина Бадич        | … Фаина Петровна       |
| Владимир Мащенко    | … отец Вадима          |
| Бронислава Захарова | … контролер в автобусе |
| Людмила Дмитриева   | … Маша                 |
| Владимир Фирсов     | … Федя                 |
| Александр Ливанов   | … Серёжа               |

## Сюжет
Лиде Карякиной 15 лет. В школе у неё постоянные конфликты, не все ладно дома. Девочка решает оставить школу и пойти работать. Поработав в разных местах, Лида понимает, что её призвание — воспитывать детей…
«…Почему так: сначала детей учат разговаривать, а потом — молчать? Нет, ну правда, почему?»